# Клапье де Колонг
Клапье де Колонг (Clapier de Colongue) — русский дворянский род.
Португальский дворянин Хуан Клапье переселился в 1343 в Прованс, где сохранилась одна из ветвей его потомства. Александр Клапье де Колонг (умер в 1743) из французской службы перешёл на русскую в 1712 году, в 1719 году, уже в чине полковника, назначен начальником Инженерной школы, основанной в Спб.; в 1723 году, в чине инженер-генерал-майора, заведовал иненерной и минерной ротами.
Один из его сыновей, Иван Александрович (1716—1789) был сибирским губернатором. Род Клапье был внесён в матрикул эстляндского и лифляндского дворянства.

## Представители рода
- Иван Петрович де-Колонг (Жан-Александр-Генрих Клапье де-Колонг; 1839—1901) — создатель теории о девиации компаса, специалист по морской навигации, член-корреспондент Петербургской АН, генерал-майор.
- Колонг, Константин Фёдорович (нем. Konstantin August Clapier de Colongue; 1821—1899) — офицер Российского императорского флота, участник Восточной войны 1853—1856 годов, начальник Технического училища морского ведомства, вице-адмирал.
- Клапье де Колонг, Константин Константинович (1859—1944) — русский морской офицер, капитан 1-го ранга, участник Цусимского сражения.
- Клапье де Колонг, Ольга Михайловна (урожд. Вивденко, в первом браке Белокопытова; 1892 — до 1972) — живописец, сценограф, литератор, автор воспоминаний.